# فرانک توکار
فرانک توکار (انگلیسی: František Tokár؛ ۱۹۲۵ – ۱۹۹۳) یک بازیکن تنیس روی میز اهل اسلواکی بود. 
وی در مسابقات کشوری و بین‌المللی در مجموع برنده ۵ مدال طلا، ۲ مدال نقره، ۳ مدال برنز شده‌است.